# Îlet à Christophe
L'îlet à Christophe est un îlet habité situé dans le Grand Cul-de-sac marin, appartenant administrativement à Baie-Mahault en Guadeloupe. Il fait partie du domaine maritime du Parc national de la Guadeloupe.

## Géographie
L'îlet se situe au Sud du Grand Cul-de-sac marin, à l'entrée de la rivière Salée. Selon la plus haute autorité internationale en matière de délimitation des mers, l'Organisation hydrographique internationale (OHI), dans sa publication de renommée mondiale, « Limites des océans et des mers », 3e édition de 1953 il fait donc partie de la mer des Caraïbes comme l'ensemble de la Guadeloupe.

## Histoire
Il s'agit du seul îlot habité Grand Cul-de-sac marin. Il est habité par un homme seul depuis 1970.
Son nom apparaît au XVIIe siècle. Le père Labat s'y arrête avec le gouverneur de la Guadeloupe Auger pour  y manger un boucan de tortue. L'îlet n'est alors pas habité (1724).
Cinquante ans plus tard, les registres d'état civil attestent du baptême par le curé de Baie-Mahault, le 14 juin 1749, de la fille
d'une Caraïbesse et d'un Caraïbe de l'îlet à Christophe, ce qui montre qu'il est alors habité.
En 1838, un établissement de pêche s'y installe. Son propriétaire y possède alors onze esclaves.